# Международный союз орнитологов
Международный союз орнитологов (англ. International Ornithologists' Union (I.O.U.)) — крупнейшая международная орнитологическая организация, объединяющая около 200 орнитологов из разных стран. Организовывает и регулярно проводит Международные орнитологические конгрессы (англ. International Ornithological Congress (IOC)) — крупнейшие, старейшие и авторитетнейшие собрания орнитологов всего мира. 1-й Международный орнитологический конгресс прошёл в апреле 1884 года в Вене, инициаторами его проведения были немецкий орнитолог Рудольф Блазиус и австрийский натуралист Густав фон Хайек. Конгресс был посвящён в основном исследованиям миграций птиц, была детально разработана схема сбора и публикации данных о миграции птиц из Европы. 2-й Международный орнитологический конгресс проводился в Будапеште и был посвящён также в основном миграциям птиц, но охватил и другие области биологии пернатых, такие как основной обзор классификации птиц, представленный Ричардом Боудлером Шарпом. 3-й Международный орнитологический конгресс в Париже охватил уже весь спектр орнитологических исследований. С 1900 года конгрессы проходили каждые 5 лет. 6-й Конгресс был запланирован на 1915 год и должен был состояться в Сараево, Югославия, но его проведению помешала Первая мировая война. Только в 1926 году благодаря немецкому орнитологу Эрнсту Хартерту проведение конгрессов было возобновлено и 6-й Конгресс прошёл в Копенгагене. С 1926 года международные орнитологические конгрессы стали проводить каждые 4 года, за исключением периода Второй мировой войны, когда снова было пропущено два из них: 10-й Конгресс, который должен был пройти в 1942 году в США, состоялся только в 1950 году в Швеции.
В 1932 году был принят Регламент Международного орнитологического конгресса (фр. Règlement des Congrès Ornithologiques Internationaux), опубликованный только в 1938 году на Руанском конгрессе во Франции. Он официально закрепил учреждение и деятельность Международного орнитологического комитета (англ. International Ornithological Committee), который в XXI веке был реорганизован в Международный союз орнитологов. В 1986 году на Оттавском конгрессе в Канаде была учреждена постоянная должность секретаря конгресса, которую занял американский орнитолог и эволюционист В. Д. Бок (англ. Walter Joseph Bock). В 1998 году на Дурбанском конгрессе в Южной Африке секретарем была назначена американский зоолог-эволюционист Доминик Д. Хомбергер, в настоящее время являющаяся президентом союза.
Основными моментами конгрессов являются развёрнутые доклады специалистов из разных стран, посвященные обзорам достижений в различных областях орнитологии. Так, на 5-м Конгрессе свои доклады представили немецкие биологи О. Хейнрот — по этологии уток и Ф. фон Луканус — по физиологии птиц, на 7-м — Ламбрехт — также по физиологии птиц и Данкер — по генетике птиц, на 8-м — американка М. М. Найс — о жизни певчей овсянки (Melospiza melodia), на 10-м — американский биолог Э. Майр — о видообразовании у птиц, французский орнитолог Ж. Дорст — о миграциях птиц, нидерландский этолог Нико Тинберген — о поведении пернатых и британский биолог Д. Лак — по их экологии, на 19-м — американские молекулярные биологи Ч. Сибли и Д. Алквист представили разработанную ими филогению птиц, основанную на молекулярных исследованиях, на 20-м — австралийские орнитологи Р. Шодд и Л. Кристидис — о гондванском происхождении австралийской авифауны, на 26-м — немецкий орнитолог Ф. Баирлейн — о миграциях птиц, продемонстрировав огромный прогресс в этой области со времён Дорста.
Места и время проведения конгрессов:
- 1884 — Вена, Австрия
- 1891 — Будапешт, Венгрия
- 1900 — Париж, Франция
- 1905 — Лондон, Великобритания
- 1910 — Берлин, Германия
- 1926 — Копенгаген, Дания
- 1930 — Амстердам, Нидерланды
- 1934 — Оксфорд, Великобритания
- 1938 — Руан, Франция

Серия почтовых марок, выпущенная в СССР в честь XVIII Международного орнитологического конгресса, прошедшего в Москве в 1982 г.
- 1950 — Уппсала, Швеция
- 1954 — Базель, Швейцария
- 1958 — Хельсинки, Финляндия
- 1962 — Итака, Нью-Йорк, США
- 1966 — Оксфорд, Великобритания
- 1970 — Гаага, Нидерланды
- 1974 — Канберра, Австралия
- 1978 — Берлин, Германия
- 1982 — Москва, СССР
- 1986 — Оттава, Канада
- 1990 — Крайстчерч, Новая Зеландия
- 1994 — Вена, Австрия
- 1998 — Дурбан, Южно-Африканская Республика
- 2002 — Пекин, Китай
- 2006 — Гамбург, Германия
- 2010 — Кампус-ду-Жордау, Бразилия
- 2014 — Токио, Япония
- 2018 — Ванкувер, Канада
- 2022 — Дурбан, Южно-Африканская Республика[3]
- 2026 — Сан-Франсиско-де-Кампече, Мексика[4]